# لانا دل راي
إليزابيث وولريدج غرانت (بالإنجليزية: Elizabeth Woolridge Grant) (تاريخ الميلاد 21 يونيو 1985)، مشهورة باسمها الفنيّ لانا دَلْ راي وهي مغنية وكاتبة أغاني أمريكية، وُلِدَتْ ونشأتْ في مدينة نيويورك.
بدأتْ لانا دِلْ راي مهنتها الفنية في 2005 وحظيتْ باهتمام واسع عندما انتشرَ عبر الإنترنت الفيديو لأغنيتها «فيديو غيمز» ثم حظيتْ باهتمام أكبر عندما احتل ألبومها الثاني بورن تو داي المرتبة الثانية لقوائم المبيعات الأمريكية وأصبح خامس ألبوم في قائمة الألبومات الأفضل مبيعًا لعام 2012، ثم أطلقتْ ألبومها الثالث Ultraviolence في 2014 ونال الألبوم آراء إيجابية من النقاد وحقق نجاحًا تجاريًا حيث أنه أول ألبوم لها يحتل المرتبة الأولى في الولايات المتحدة، وبعد جولة عالمية في 2015 أطلقتْ لانا دِلْ راي ألبومها الرابع شهر عسل والذي نال أيضًا آراء إيجابية من النقاد. وُصِفَتْ أغانيها بأنها ذات لحن سينمائي وأنها مُنغمسة في أفكار الرومانسية التراجيدية والسوداوية وبإشاراتها للثقافة الشعبية خصوصاً الثقافة في الخمسينيات والستينيات.

## حياتها المُبكرة
وُلِدَتْ لانا دِلْ راي باسم إليزابيث وولريدج غرانت في مدينة نيويورك في 21 يونيو 1985، ووالدها رجل أعمال يُدعى روبرت إنجلند غرانت ووالدتها تُدعى باتريشا آن هيل وهي مُعلمة في المدرسة، ولها أخت أصغر منها تُدعى كارولاين غرانت (سنة الميلاد 1988/1989) وأخ أصغر منها أيضاً يُدعى تشارلي غرانت (سنة الميلاد 1993/1994). وهي من أصول اسكتلندية كما أنها مسيحية كاثوليكية.
نشأتْ لانا دِلْ راي في منطقة ليك بلاسيد الرّيفية في نيويورك والتحقتْ بمدرسة ابتدائية كاثوليكية، ثم درستْ لعامٍ واحد في المدرسة الثانوية التي تُدَرّسْ فيها أمها. وبدأتْ الغناء في جوقة الكنيسة عندما كانت طفلة حيث كانت قائدة جوقة الترتيل. أرسلها والداها إلى مدرسة تأهيلية عندما بلغتْ الخامسة عشر لكي تتعالج من إدمان الكحول. أرادت لانا دِل راي أن تكون شاعرة قبل أن تكون مغنية وكان أبوها يكتب أغانِ رّيفية كهواية عندما كانت طفلة وكانت أمها تغنيها.
بعد تخرجها من المدرسة الثانوية، قُبِلَتْ لانا دِلْ راي في جامعة نيويورك في جينيسيو، لكنها قررت ألا تلتحق بالجامعة وعِوضاً عن ذلك ذهبتْ للعيش لمدة عام مع عمها وعمتها في لونغ آيلند حيث عَمِلَتْ كنادلة، وخلال مُكوثها هناك عَلّمها عمها العزف على الإيتار وأدركتْ بعدها أنه يمكنها ‘‘أن [تكتب] أكثر من مليون أغنية باستخدام هذه الأوتار الستة.’’ بدأتْ لانا دِلْ راي بعد ذلك بكتابة الأغاني وأداءها في مُختلف النوادي الليلية في المدينة تحت أسماء مستعارة متعددة مثل «روب كوين» و «ليزي غرانت» و«ماي جايلر» وتحدثتْ عن ذلك قائلة: ‘‘كنتُ دائماً أغني لكني لم أفكر قبلاً في السعي إلى ذلك.’’ وأضافتْ ‘‘عندما بلغتُ الثامنة عشر بدأتُ أُؤدي في النوادي الليلة في بروكلين، كان لدي أصدقاء طيبون ومعجبون مُخلصون لكننا كنا نعزف لبعضنا البعض فقط.’’ التحقتْ لانا دِلْ راي في خريف ذاك العام بجامعة فوردهام حيث تخصصت في الفلسفة وقالت أنها اختارت أن تدرس هذه المادة لأنها ‘‘تُجَسّر الفجوة بين الله والعِلْم... كنتُ مهتمة بالله وكيف يُمكن للتكنولوجيا أن تُقّربنا من معرفة من أين أتيّنا ولماذا’’، كما صرّحتْ لانا بأنها كانت تجد صعوبة في إنشاء صداقات عندما كانت في المدرسة التأهيلية وفي الجامعة، ومن هنا بدأتْ تجربتها الموسيقية كملاذ. وبعد تخرجها من الجامعة انتقلتْ للعيش في بروكلين حيث استقرتْ هناك لأربع سنوات.

## مسيرتها المهنية

### 2010-2005: البدايات
قامتْ لانا دِل راي بتسجيل ألبومها "Sirens" في 2005 وأوّدعته باسمها الحقيقي (إليزابيث غرانت) في مكتب حقوق النسخ في الولايات المتحدة، وكانت تنوي إطلاقه تحت اسم مستعار آخر هو ماي جايلر لكنها لم تفعل وجرى تسريب الألبوم في مايو 2012. التقتْ لانا دِلْ راي بفان ويلسون المتحدث باسم شركة 5 بوينت للتسجيل التي يملكها ديفيد نيشترن خلال أداءها في مسابقة ويليامسبيرغ لكتابة الأغاني في 2006 ثم وقّعتْ عقداً مع شركة 5 بوينت بقيمة 10,000$ في 2007 حيث كانت وقتها طالبة في السنة الأخيرة في جامعة فوردهام ومن ثم بدأتْ العمل مع المنتج ديفيد كاهِن الذي أنتج لها الأسطوانة المطولة "Kill Kill" التي جرى إصدارها في أكتوبر 2008 وتحدثتْ لانا دِلْ راي عن العمل مع ديفيد كاهن قائلة: ‘‘طلب مني ديفيد العمل معه بعد أن قمتُ بعرض أدائي له. ديفيد معروفٌ بنزاهته وباهتمامه بإنتاج ما هو أكثر مِن مجرد موسيقى البوب’’ لكن الأسطوانة المطولة لم تُحقق النجاح المرجو مما دفع بلانا دِلْ أي لصرف تركيزها إلى عملها في الخدمة الاجتماعية، وحول ذلك صرّحتْ لمجلة فوغ بريطانيا في 2012: ‘‘مساعدة المشردّين والعمل في مراكز إعادة التأهيل لمدمنيّ المخدرات والكحول كانت حياتي خلال الخمس سنوات الماضية’’.
جرى إطلاق ألبوم لانا دِلْ راي الأول الذي يحمل عنوان «لانا دل راي» في يناير 2010 وساعد والدها روبرت غرانت في تسويق الألبوم الذي ما لبث أن أُتِيحَ للتحميل على آيتونز حتى جرى سحبه. قال كلٌ من المنتج ديفيد كاهن ومالك شركة 5 بوينت للتسجيل ديفيد نيشترن أن لانا دِلْ راي قامتْ لاحقاً بشراء حقوق الألبوم مِن الشركة من أجل منعه مِن التداول لكبتْ أي محاولة لتوزيع الألبوم دون إذنها. التقتْ لانا دِلْ راي مديرا أعمالها الحاليين بين ماوسون وإد ميليت بعد ثلاثة أشهر من إصدار ألبومها الأول حيث ساعداها على الخروج من العقد المُوّقع بينها وبين شركة 5 بوينت لأنه لم يكن هناك تقدم في العمل وفق ما صرّحته لانا دِلْ راي لاحقاَ ثم سافرتْ بعد ذلك إلى لندن حيث انتقلتْ للعيش مع بين ماوسون ‘‘لبضعة سنوات’’. حول اختيار اسمها الفنيّ قالتْ لانا دِلْ راي: ‘‘أردتُ اسماً يبرز في الموسيقى. كنتُ أذهب إلى ميامي كثيراً وأتحدث الأسبانية مع أصدقائي مِن كوبا وكان لاسم لانا دِلْ راي [ذو الأصل الأسباني] رونق وجمال ما إن تنطق به’’ كما قالتْ أن مديرا أعمالها وأصدقائها شجّعوها على تبني الاسم. في 1 سبتمبر 2010 رافقتْ لانا دِلْ راي فرقة ماندو دايو في إحدى حفلاتهم في برلين.

### 2013-2011: بورن تو داي وبارادايس

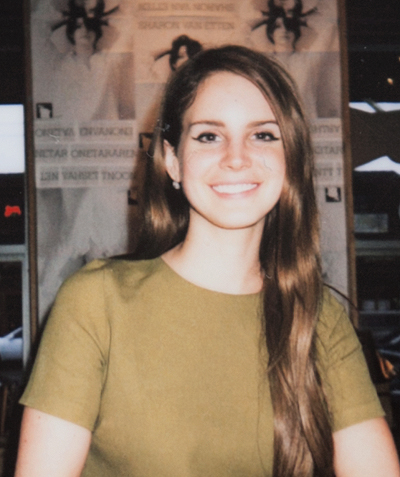
لانا دل راي خلال الترويج لألبومها.

قامتْ لانا دِلْ راي بتحميل فيديو كليب أغنية «فيديو غيمس» وأغنية «بلو جينز» على يوتيوب في 2011 فانتشرا على الإنترنت بسرعة ووقعتْ عقداً مع شركة ستراينجر للتسجيل لإطلاق أغنيتها المنفردة الأولى «فيديو غيمز». قالتْ لانا دِلْ راي لصحيفة ذا أوبزرفر: ‘‘قمتُ بتنزيل أغنية «فيديو غيمز» على يوتيوب لأنها كانت المفضلة عندي لأُصدِقك القول ولم أكن أخطط لإطلاقها كأغنية منفردة لكن تجاوب الناس معها كان غير متوقع’’. انتقد الكثير مِن النقاد كلمات الأغنية التي وصفوها بأنها مناهضة للأنثوية غير أن لانا دِلْ راي فازتْ بجائزة Q Award لفئة أفضل فنانة صاعدة عن أغنيتها «فيديو غيمز» في أكتوبر 2011 كما فازتْ الأغنية بجائزة Ivor Novello لفئة أفضل أغنية معاصرة في 2012. وقعتْ لانا دِلْ راي عقداً مشتركاً مع شركة إنترسكوب للتسجيل وشركة بوليدور للتسجيل للعمل على ألبومها الثاني بورن تو داي وعمِلَتْ على الترويج للألبوم عبر أداء حفلات في مهرجان Bowery Ballroom الموسيقيّ وفي فندق Chateau Marmont Hotel في لوس أنجلوس والظهور في برامج تلفزيونية كبرنامج De Wereld Draait Door وبرنامج Later... with Jools Holland، كما قامتْ أيضاً بأداء الأغنية في برنامج ساترداي نايت لايف في 14 يناير 2012 لكن نال أداءها آراءً سلبية من النقاد بمن فيهم برايان ويليامز مذيع قناة إن بي سي الأمريكية والذي وصف أدءها بأنه ‘‘الأسوأ في تاريخ [البرنامج]’’ غير أن الممثليّن الأمريكي أندي سامبيرج والبريطاني دانييل رادكليف - الذين قدّما حلقة البرنامج - دافعا عن أداءها وقال رادكليف أن النقد الذي وُجّه إليها لم يكن ضد أداءها بل ضد ‘‘ماضيها وعائلتها’’ وقامتْ لانا دِلْ راي بدورها بالدفاع عن نفسها قائلة: ‘‘أنا مغنية جيدة... إنني أُغنيّ منذ وقتٍ طويل وأعتقد أن لورن مايكلز [مُبتكر البرنامج] يعرف ذلك، فقراره لم يكن اعتباطياً’’. وعندما سُئِلتْ عن مدى الفترة التي ستستمتع فيها بالنجاح قبل أن تتلقى هجوم النقاد أجابت: ‘‘أنا لم اشعر بأي متعة. لقد كان كل شيء سيئاً. كل شيء’’.
جرى إصدار ألبوم بورن تو داي في 31 يناير 2012 حول العالم واحتل المركز الأول في 11 بلد على الرغم مِن أن النقاد انقسموا في آراءهم حول الألبوم، وصرّحتْ لانا دِلْ راي في الأسبوع نفسه أنها اشترتْ حقوق ألبومها الأول وأنها تُخطط لإعادة إصداره في صيف 2012 عبر شركتيّ إنترسكوب وبوليدور. بيع مِن الألبوم 3.4 مليون نسخة في 2012 ليحتل المركز الخامس في قائمة الألبومات الأفضل مبيعاً لعام 2012 كما احتل الألبوم المرتبة الـ 76 لقائمة بيلبورد 200 في الولايات المتحدة. صرّحتْ لانا دِلْ راي في 15 يونيو 2012 في مقابلة مع RTVE أنها بدأتْ العمل على ألبوم جديد سيصدر في نوفمبر وفي مقابلة مع إذاعة Nova FM الأسترالية صرّحتْ لانا دِلْ راي بأن ما سيصدر في نوفمبر لن يكون ألبوماً بل أسطوانة مطولة تحمل عنوان فردوس ثم أعلنتْ في منتصف سبتمبر أن الأغنية المنفردة الأولى مِن الأسطوانة المطولة ستكون أغنية «تجاعيد» التي أصبحتْ مُتاحة للتحميل الرقمي في 25 سبتمبر 2012 كما جرى عرض الفيديو كليب المُصاحب للأغنية في 10 أكتوبر 2012 غير أنه لاقى انتقاداً شديداً مِن النقاد الذين وصفوه بأنه مؤيد للدعارة ومناهض للأنثوية، وفي 19 سبتمبر 2012 أطلقتْ لانا دِلْ راي فيديو كليب أغنية «بلو فلفت (فيلم)» كدعاية لصالح شركة (إتش أند أم) للملابس وفي اليوم التالي، أي 20 سبتمبر، أصبحتْ الأغنية مُتاحة للتحميل الرقمي. دخلتْ أسطوانة فردوس ضمن المراكز العشر الأولى في قائمة بيلبورد 200 فاحتلتْ المركز العاشر حيث بيع مِنها 67,000 نسخة خلال أسبوعها الأول.
ترشحتْ لانا دِلْ راي لعدة جوائز في حفل جوائز الإم تي في للموسيقى الأوروبية وفازت بجائزة أفضل موسيقى بديلة كما فازتْ بجائزة أفضل أداء منفرد لفنانة دولياً في حفل جوائز الموسيقى البريطانية 2013، وفاجأ فوزها النقاد الذين توقعوا أن تفوز تايلور سويفت بالجائزة، كما فازتْ لانا دِلْ راي بجائزة أفضل فنانة صاعدة دولياً وأفضل مغنية بوب-روك دولياً في حفل جوائز ECHO في 21 مارس 2013. أُطلِقتْ أغنية "Dark Paradise" كأغنية منفردة في ألمانيا والنمسا وسويسرا في 1 مارس 2013 كما أُطلِقتْ أغنية "Burning Desire" كأغنية منفردة ترويجية (برومو) مِن أسطوانة فردوس حيث جرى عرض الفيديو كليب الخاص بها في 14 فبراير 2013 وأصبحتْ أيضاً مُتاحة للتحميل في 19 مارس 2013. قامتْ لانا دِلْ راي بأداء أغنية "Chelsea Hotel #2" للمغني الكندي ليونارد كوهين في فيديو كليب أنزلته عبر حسابها على فيفو في موقع يوتيوب في 27 مارس 2013 ثم قامتْ لانا دِلْ راي بإطلاق أغنيتها «شابة وجميلة (فيلم)» التي تشارك بها في الموسيقى التصويرية لفيلم غاتسبي العظيم (فيلم 2013) مِن إخراج باز لورمان واحتلتْ الأغنية المرتبة الـ 22 في قائمة بيلبورد هوت 100 في الولايات المتحدة وأعلنتْ لانا دِلْ راي عن إصدار فيلم قصير بعنوان تروبيكو والذي جرى تصويره في أواخر يونيو 2013 وهو مِن إخراج أنثوني ماندلر وفي 22 نوفمبر 2013 جرى إطلاق الشريط الدعائي للفيلم (ترايلر) وفي نهاية الشريط إعلانٌ عن أن الفيلم سينزل عبر حساب لانا دِلْ راي على فيفو في موقع يوتيوب في 5 ديسمبر 2013. عُرِضَ الفيلم في دار Cinerama Dome للسينما في هوليوود، كاليفورنيا في 4 ديسمبر 2013 حيث قالتْ لانا دِلْ راي قبل عرض الفيلم للجمهور: ‘‘أردتُ أن نجتمع كلنا لكي أغلق هذا الفصل من حياتي قبل أن أُطْلِقَ ألبومي الجديد: Ultraviolence’’ وتعرّف الصحافيون على العبارة مِن رواية البرتقالة الآلية للكاتب أنتوني برجس. أطلقتْ لانا دِلْ راي أسطوانة مطولة تحمل أيضاً عنوان تروبيكو وأصبحتْ الأسطوانة مُتاحة للتحميل عبر آيتونز في 6 ديسمبر 2013، تتضمن الأسطوانة الفيلم نفسه إلى جانب ثلاثة أغاني هي: "Bel Air"، "Gods & Monsters"، "Body Electric".

### 2014: Ultraviolence
أعلنتْ لانا دِلْ راي في 23 يناير 2014 أنها ستقوم بأداء أغنية "Once Upon A Dream" مِن فيلم الأميرة النائمة لتٌشارك بها في الموسيقى التصويرية لفيلم ملافسينت وجرى إطلاق الأغنية في 26 يناير 2014 كما أعلنتْ لانا دِلْ راي رسمياً في 20 فبراير 2014 عن ألبومها الجديد Ultraviolence على حسابها على تويتر وصرّح المُنتج دان أورباك أنه سيعمل مع لانا دِلْ راي لإنتاج ألبومها الجديد كما أعلن المغني روفوس واينرايت في مقابلة في مارس 2014 أنه أيضاً يعمل مع لانا دِلْ راي حالياً. جرى إطلاق أول أغنية منفردة مِن الألبوم بعنوان "West Coast" في 14 أبريل 2014 ثم أدّتْ لانا دِلْ راي الأغنية في احتفال سبق حفلة زواج كيم كارداشيان وكاني ويست في قصر فرساي في 23 مايو 2014. قام كاني ويست قبل ذلك بطلب الزواج من كيم كارداشيان وسط عزف موسيقى أغنية «شابة وجميلة (فيلم)» في أكتوبر 2013. جرى إطلاق الأغنية المنفردة الثانية مِن الألبوم بعنوان "Shades Of Cool" في 26 مايو 2014. أُطلِقتْ الأغنية المنفردة الثالثة التي تحمل عنوان الألبوم "Ultraviolence" في 4 يونيو 2014، ثم أُطلِقتْ الأغنية المنفردة الرابعة من الألبوم بعنوان "Brooklyn Baby" في 8 يونيو 2014 وجرى إطلاق ألبوم Ultraviolence في 13 يونيو 2014 ليحتل المركز الأول في 12 دولة مِن بينها الولايات المتحدة وبريطانيا وبيع مِن الألبوم 880,000 نسخة عالمياً خلال أسبوعه الأول. وصفتْ لانا دِلْ راي ألبومها الثالث بأنه ‘‘أكثر تجرّداً لكن لايزال قاتماً وسينمائياً’’. كشف مقالٌ في مجلة رولينغ ستون أن لانا دِلْ راي ستحل ضيفة في ألبوم "No Pier Pressure" للمغني الأمريكي بريان ويلسون. قامتْ لانا دِلْ راي بتسجيل أغنيتين ضمن الموسيقى التصويرية لفيلم عيون كبيرة للمخرج تيم بُرتن وهما أغنية «Big Eyes» التي شارك لانا دِلْ راي في كتابتها دانييل هيث وأغنية "I Can Fly" والتي شارك لانا دِلْ راي في كتابتها ريك نولز ثم أعلنتْ لانا دِلْ راي في 1 ديسمبر 2014 عن جولة موسيقية تبدأ في صيف عام 2015.

### 2015: شهر عسل
كشفتْ لانا دِلْ راي في مقابلة مع مجلة Galore في ديسمبر 2014 أنها بدأتْ العمل على ألبومٍ جديد وقالتْ في استطراد: ‘‘لقد عزفتْ لمارك رونسن عشر أغاني مِن التي كنت أعمل عليها مِن أجل هذا الألبوم. إن الموسيقى فيها أقرب إلى موسيقى الجاز.’’ وأضافتْ لانا دِلْ راي أنها حالياً في مرحلة تسجيل الألبوم وقالتْ في مقابلة لصحيفة لوس أنجلوس تايمز في يناير 2015 أن هناك أغنية في ألبومها الجديد ستحمل عنوان "Music To Watch Boys To" وفي يناير 2015 أيضاً قامتْ لانا دِلْ راي بتسجيل أغنية "Life Is Beautiful" والتي تظهر في الشريط الدعائي (ترايلر) لفيلم عصر أدالين. أكدّتْ لانا دِلْ راي في مقابلة مع مجلة بيلبورد أن عنوان الألبوم سيكون Honeymoon. أطلقتْ لانا دِلْ راي الأغنية المنفردة الأولى مِن الألبوم التي تحمل عنوانه "شهر عسل" في 14 يوليو 2015 وكشفتْ أن الألبوم يحتوي على 14 أغنية ثم أطلقتْ لانا دِلْ راي أغنية "High By The Beach" في 10 أغسطس 2015 كثاني أغنية منفردة من الألبوم وأطلقتْ أغنية "Terrence Loves You" كأغنية منفردة ترويجية في 21 أغسطس 2015 وأُطلِقتْ الأغنية التي تحمل عنوان الألبوم في 7 سبتمبر 2015 كأغنية ترويجية (برومو) ثم جرى إطلاق ألبوم Honeymoon في 18 سبتمبر 2015 لينال استحسان النقاد الذين أثنوا على موسيقى الألبوم وعلى أداء لانا دِلْ راي الصوتيّ. عملتْ لانا دِلْ راي على إنتاج فيلم قصير بعنوان ""Hi How Are You Daniel Johnston" في نوفمبر 2015 والذي يُوّثق حياة المغني الأمريكي دانييل جونستون وفي نوفمبر 2015 أيضاً فازت لانا دِلْ راي بجائزة بيلبورد للريادة كما فازت بجائزة إم تي في عن فئة أفضل موسيقى بديلة وفي يناير 2016 ترشحتْ لانا دِلْ راي لجائزة الفنانة المفضلة في حفل جوائز اختيار الناس (People's Choice Awards). أطلقتْ لانا دل راي فيديو كليب أغنية "مسخ" في 9 فبراير 2016 عبر يوتيوب وكانت لانا دِلْ راي قد أعلنتْ في أكتوبر 2015 أنها بدأت بكتابة أغاني لألبومٍ جديد ويُزعم أنه سيكون من بين المنتجين للألبوم جاستن باركر.
في فبراير 2016، قامت لانا بإطلاق الفيديو كليب لأغنية "Freak" من ألبوم شهر عسل في مسرح ويلترن في لوس أنجلوس. وفي منتصف عام 2016 قامت لانا دل لاري بالتعاون مع ذا ويكند في ألبومه "Starboy “، كما قامت بأداء الأصوات الخلفية لأغنية "Party Monster"، كما شاركت في الغناء بأغنية " Stargirl Interlude".

### 2017: توق للحياة
أصدرت لانا دِلْ راي ألبومها الخامس «توق للحياة» في ال21 من يوليو لعام 2017، وقد سبق إصدار الألبوم عدة أغاني منفردها وهي "Love" و "Lust for Life" مع ذا ويكند، وأغنية "Summer Bummer" بالتعاون مع فناني الراب أساب روكي وبلاي بوي كارتي، بالإضافة لأغنية "Groupie Love" مع أساب روكي. وقد صرحت لانا قبيل إصدار الألبوم ب 
«لقد صنعت ألبوماتي الأربع السابقة لنفسي، هذا الألبوم قمت به لأجل المعجبين ولأجل رؤيتي لما أتمنى أن نتجه إليه في المستقبل». 
ويستضيف الألبوم فنانين آخرين مثل ستيفي نيكس وشون اونو لينون ابن الفنان جون لينون، وتعد تلك هي المرة الأولى التي تقوم فيها لانا باستضافة فنانين آخرين في إصدارتها. وقد حصل الألبوم على استحسان النقاد، وأصبح ثالث ألبوم لديل راي الذي يحصل على المركز الأول بالمملكة المتحدة، وثاني ألبوم لها الذي يحصل على المركز الأول في الولايات المتحدة.

## الأسلوب الفني

### نمط الموسيقى

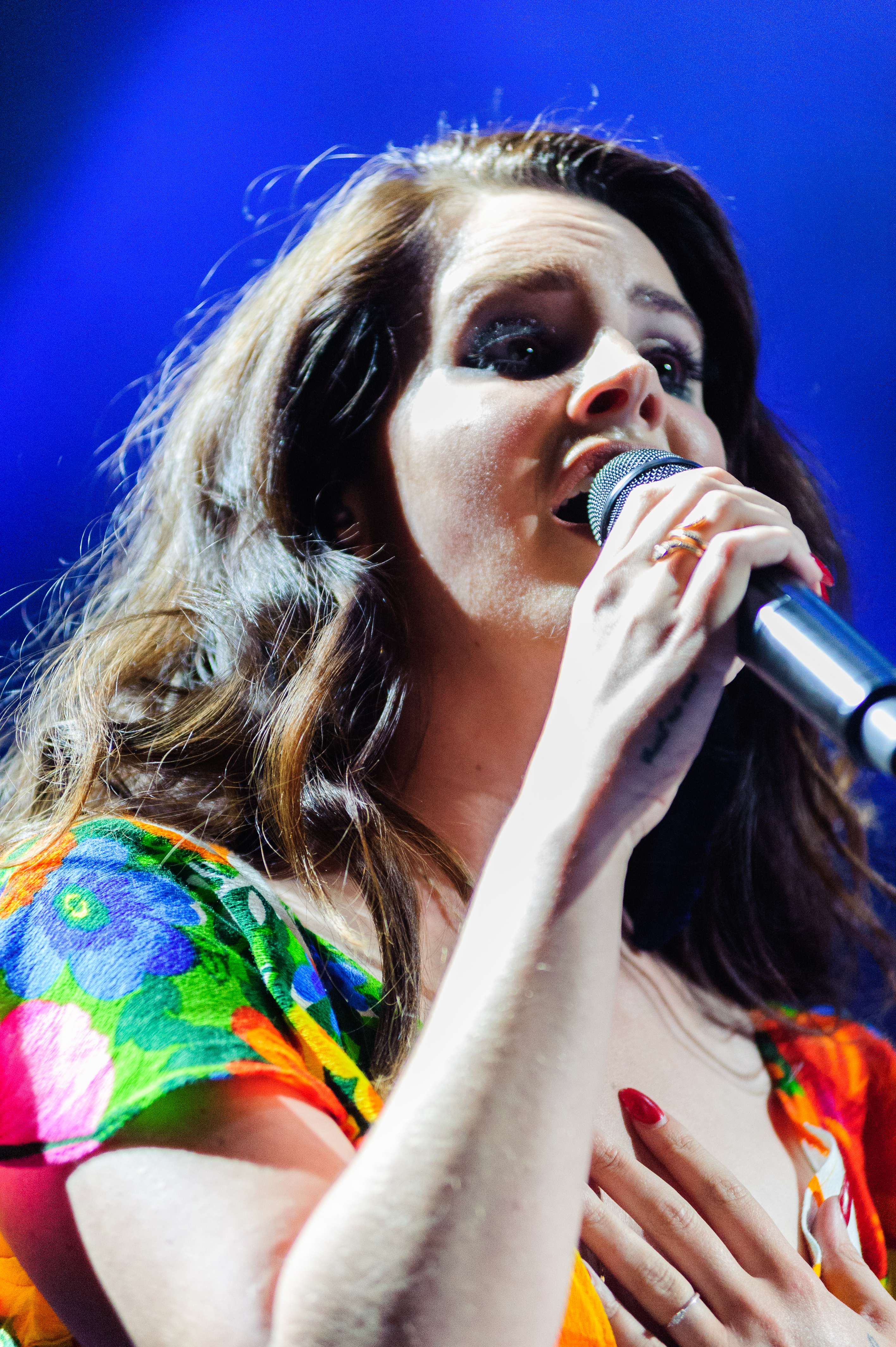
لانا دل راي في مهرجان Coachella.

وُصِفتْ موسيقى لانا دِلْ راي بشكل عام بأنها ‘‘موسيقى هوليوود’’ وذلك بسبب لحنها السينمائي وانغماسها في أفكار الرومانسية التراجيدية والسوداوية وإشاراتها للثقافة الشعبية خصوصاً الثقافة في الخمسينيات والستينيات وعلّقتْ لانا دل راي على ذلك في موقع Artistdirect: ‘‘أنا لم أُولد في الخمسينيات لكني أشعر أنني كنتُ هناك’’ لكن النقاد اختلفوا في تصنيف موسيقى لانا دِلْ راي فمنهم من وصفها بأنها موسيقى دريم بوب، ومنهم من وصفها بأنها موسيقى باروك بوب، ومنهم من ربطها بموسيقى الروك وبموسيقى الإيندي بوب وبموسيقى التريب هوب، كما وصف النقاد ألبوم Ultraviolence تحديداً بأنه ينتمي لموسيقى سايكيديلك روك، وقد وصفتْ لانا دِلْ راي موسيقى ألبومها الأول بأنها ‘‘جلام ميتال’’. قالت مجلة التايم أن موسيقى لانا دِلْ راي ترتكز على ‘‘موسيقى الأفلام’’ ويُصاحبها إيقاع هيب هوب ’ وقال موقع دراوند إن ساوند في معرض حديثه عن ألبوم بورن تو داي أن الموسيقى فيه أقرب إلى الهيب هوب كما وصفه الموقع بأنه ‘‘موسيقى تصويرية لفيلم جيمس بوند’’. لاحظ النقاد أيضاً أن لانا دِلْ راي تستخدم أساليب مختلفة للراب في أغاني مثل <<ناشيول انثيم» و«أوف تو ذا ريسز» و"Diet Mountain Dew" وصف بعض النقاد لانا دِلْ راي بأنها ‘‘غانغستا نانسي سيناترا’’ وبأنها ‘‘لوليتا تائهة’’ ووُصفتْ أيضاً بأنها ‘‘مغنية كلاسيكية في زمن الإنترنت’’ وبأنها ‘‘مضادة للايدي غاغا’’.

### الصوت
تملك لانا دِلْ راي مساحة صوت واسعة يمكنها أن تنتقل فيها من الكونترالتو إلى السوبرانو بسهولة في المقطع الواحد بمعنى أنها تنتقل بسهولة من صوتها العالي الأثنوي نزولاً إلى صوتٍ منخفض وجازيّ، وقد وُصفتْ طبقتها الصوتية بأنها ‘‘آسرة وجيّاشة’’. كانت لانا دِلْ راي قد أعزتْ ضعف صوتها في الأداء الحيّ إلى رُهاب المسرح لكن النقاد لاحظوا في عام 2014 زيادةً في الثقة في صوتها فقد لاقى ألبوم عنف منفرط Ultraviolence عند نزوله استحسان النقاد الذين أثنوا تحديداً على أداء لانا دِلْ راي الصوتيّ من حيث اتساعه واتسامه بالثقة وقدرته على إيصال الأحاسيس ووصفتْ مجلة بيلبورد أغنية "West Coast" عند نزولها بأنها ‘‘تحمل أداءً سيصنع مِن لانا دِلْ راي نجمة’’ وأثنتْ المجلة على أداءها الصوتي كما وصف نقادٌ آخرون صوت لانا دِلْ راي بأنه ‘‘آسر’’ و‘‘خشن’’ ويستحضر في الذاكرة مارلين مونرو. قالتْ لانا دِلْ راي حول أداءها الصوتيّ في ألبوم بورن تو داي:
| لانا دل راي | أنا أغني بنبرة منخفضة الآن، لكن صوتي كان أعلى من ذلك بكثير في السابق. لم يكن الناس يأخذونني على محمل الجد كمغنية؛ لذا قمتُ بتخفيض نبرة صوتي في الأداء على أمل أن يُساعدني ذلك على البروز، والآن أنا أغني بصوت منخفض على الأقل بالنسبة إلى فنانة (امرأة). | لانا دل راي |

### التأثر
ذكرتْ لانا دِلْ راي الكثير من الفنانين ممن أثروا عليها وعلى أسلوبها الفني ومن بينهم: إلفيس بريسلي، فرانك سيناترا، إمينيم، آمي واينهاوس، بيلي هوليدي، بريتني سبيرز، بروس سبرينغستين، جانيس جوبلين، نينا سيمون، بوبي فينتون، كيرت كوبين. وقالتْ أن من بين الفنانين المفضلين لديها بوب ديلن، وجيف بوكلي، وليونارد كوهين، كما قالت لانا دِلْ راي أنها تأثرتْ بـ ‘‘شخصياتٍ نسائية قوية’’ مثل كورتني لوف، وستيفي نيكس، وجوني ميتشل. قالتْ لانا دِلْ راي أن مِن بين الأغاني المفضلة لديها أغنية "Summertime" للمغنية جانيس جوبلين وأغنية "Time of the Season" للفرقة البريطانية ذا زومبيز وأغنية "Hotel California" للفرقة الأمريكية ذا إيغلز وقالتْ أن مِن بين الأفلام المفضلة لديها والتي تأثرتْ بها فيلم العراب بجزئيه الأول والثاني وفيلم جمال أمريكي. تأثرتْ لانا دِلْ راي أيضاً بالشعر الذي تستمد منه الإلهام لكتابة أغانيها ومن بين شعراءها المفضلين الشاعران الأمريكيان والت ويتمان وألن غينسبرغ وهي تُفضل تحديداً ديوان Leaves of Grass لوالت ويتمان وقصيدة Howl لألن غينسبرغ. تُشير لانا دِلْ راي في أغنيتها "Body Electric" إلى والت ويتمان فتُغني في إحدى مقاطعها: ‘‘ويتمان هو أبي’’ كما أن لازمة الأغنية أو مقطعها الرئيسي يرمز مباشرة إلى قصيدة "I Sing The Body Electric" لوالت ويتمان. قامتْ لانا دِلْ راي بتلاوة قصيدة Song of Myself مِن ديوان Leaves of Grass لوالت ويتمان خلال مقابلة مع مجلة L'Officiel الفرنسية، بالإضافة إلى أنها تحمل وشماً على ذراعها اليُمنى لكلمتيّ «ويتمان نابوكوف» في إشارة إلى والت ويتمان وإلى الكاتب الروسي فلاديمير نابوكوف.

## أعمال أخرى

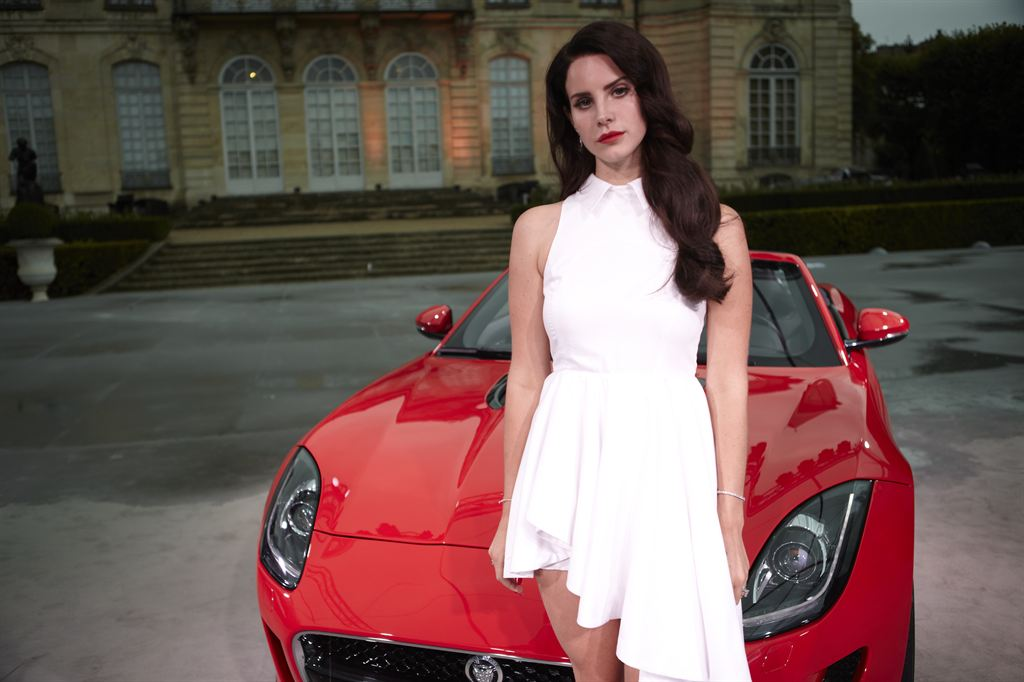
لانا دل راي خلال حملة ترويجية لشركة جاكوار.

كانتْ لانا دِلْ راي قد مثلّتْ في فيلمٍ يُدعى Poolside والذي أنتجته إلى جانب بعضٍ مِن أصدقاءها في عام 2010 بميزانية قدرها 400$. وقعتْ لانا دِلْ راي في 4 يناير 2012 عقداً مع وكالة Next Managment لعارضات الأزياء كما أكدتْ شركة إتش أند أم للملابس أن لانا دِلْ راي ستعمل كعارضة أزياء للشركة وستقوم بأداء أغنية «بلو فلفت (فيلم)» كجزء من الحملة الترويجية لمجموعة خريف 2012. عادتْ لانا دِلْ راي بعد ذلك لعرض أزياء إتش أند أم مجدداً في مجموعة شتاء 2012 في ثاني تعاون بينها وبين الشركة. أعلن التنفيذيون في شركة جاغوار للسيارات في 22 أغسطس 2012 أنهم سيتعاونون مع لانا دِلْ راي مِن أجل الترويج لسيارة جاغوار إف-تايب حيث كشفتْ لانا دِلْ راي عن السيارة في معرض Paris Motor في سبتمبر 2012، كما اُستُخدِمتْ أغنية لانا دِلْ راي "Burning Desire" في الإعلان الترويجي لسيارة جاغوار إف-تايب والذي أخرجه آدم سميث وأنتجه سكوت ريدلي وكان أدريان هالمارك عضو مجلس إدارة جاغوار قد تحدث عن اختياره للانا دِلْ راي واصفاً إياها بأنها ‘‘مزيجٌ فريد مِن الحداثة والأصالة’’.

## حياتها الشخصية
صرّحتْ لانا دِلْ راي لمجلة GQ في سبتمبر 2012 أنها عانتْ مِن إدمان الكحول في سنٍ مبكرة لكنها تخلصتْ مِن إدمانها منذ عام 2004، وأضافتْ لانا دِلْ راي قائلة:
| لانا دل راي | لقد كنتُ مدمنة في ذلك الوقت. كنتُ أشرب لوحدي كل يوم وكنتُ أعتقد أن شُرب الكحول يجعلني أبدو جذابة. إن جزءاً كبيراً مما كتبتُه في ألبوم Born To Die يتحدث عن تلك السنوات الجامحة، فأنا أشعر أنني عندما أكتب عن خسارة شيءٍ أحببتُه فإنني أكتب عن الكحول لأنها كانت عشقي الأول. كان والديّ قلقان وأنا كنتُ قلقة أيضاً فقد كنتُ أعرف أن شُربي للكحول مُشكلة حقيقية لأني أحببتُ الشرب أكثر مِن أي شيءٍ آخر. في البداية كنتُ أفكر أنه لا بأس إن شربتُ كثيراً فلدى كل شخص جانباً مُظلماً لكني لاحظتُ أن هذا الجانب المُظلم بدأ يطغى على شخصيتي. لقد كان إدماني أسوأ شيءٍ حدث لي على الإطلاق. | لانا دل راي |

كانتْ لانا دِلْ راي على علاقة مع العازف الموسيقي ستيف مرتن الذي أنتج لها ألبومها Lana Del Ray قبل أن يُعيد المنتج ديفيد كاهن إنتاجه كما كانتْ لانا دِلْ راي على علاقة مع رئيس شركة إنتاجية قابلته في بداية العشرينيات من عمرها حيث دامتْ علاقتهما سبع سنوات وتصف لانا دِلْ راي الرجل بأنه حُبَ حياتها وتقول أنهما لا يزالان مقربين كما كانتْ على علاقة مع العضو السابق في فرقة كاسيدي الغنائية باري جيمس أونيل مِن أغسطس 2011 إلى يونيو 2014. انتقلتْ لانا دِلْ راي للعيش في هانكوك بارك في لوس أنجلوس مع إخوتها: كارولاين وتشارلي، لكنها اضطرتْ للانتقال إلى منزلٍ في ماليبو في كاليفورنيا عام 2015. انتقدتْ لانا دِلْ راي حركة النسوية(الأنثوية) بعدما جرى اتهامها لأكثر مِن مرة بأنها مناهضة للأنثوية حيث قالتْ في مقابلة مع مجلة The Fader في يونيو 2014: ‘‘إن الأنثوية ليستْ مسألة مهمة بالنسبة لي. إنني أكثر اهتماماً بـ سبيس إكس وتيسلا وإمكانيات السفر إلى ما بين المجرات وكلما يأتي الناس على ذِكر الأنثوية فإني أقول: يا إلهي، إن غير مهتمة بذلك على الإطلاق’’. كما دافعتْ لانا دِلْ راي عن نفسها ضد الاتهامات بكونها مناهضة للأنثوية قائلة: ‘‘بالنسبة لي، حرية المرأة تكمن في حقها أن تفعل ما تريد. إن كان اختياري، لا أعرف، أن أكون مع الكثير مِن الرجال مثلاً أو الاستمتاع بعلاقة جسدية فهذا لا يعني بالضرورة أني مناهضة للأنثوية وأنا لا أعتقد أنه يجب إقحامي في الجدال حول الأنثوية لأني لا أعرف الكثير عن تاريخ الحركة وبالتالي أنا لستُ الشخص المناسب الذي يجب ضمّه للنقاش حول الموضوع. إن كل ما كتبتُه في ألبومي هو أشبه بسيرة ذاتية ويُمكن أن يكون تحليلاً لشخصيتي’’. تحمل لانا دِلْ راي وشماً في يدها اليسرى لحرف M في إشارة لاسم جدتها مادلين كما تحمل يدها اليسرى أيضاً وشماً لكلمة «الفردوس» بالإنجليزية وتحمل يدها اليمنى وشماً لعبارة «لا تثق بأحد» بالإنجليزية ويدها اليمنى تحمل أيضاً وشماً لعبارة «مُتْ يافعاً» بالإنجليزية في إصبعها البنصر، بالإضافة إلى أن لانا دِلْ راي تحمل وشماً في ذراعها اليمنى لكلمتيّ «ويتمان نابوكوف» في إشارةٍ إلى الشاعر الأمريكي والت ويتمان والكاتب الروسي فلاديمير نابوكوف وفي نوفمبر 2015 قامتْ لانا دِلْ راي بوشم صدرها بكلمات «نينا، بيلي، ويتني، آمي» في إشارةٍ إلى نينا سيمون، بيلي هوليدي، ويتني هيوستن، آمي واينهاوس. صرّحتْ لانا دِلْ راي بأنها تناصر فريق ليفربول الذي يلعب في الدوري الإنجليزي الممتاز لكرة القدم.

## الجوائز

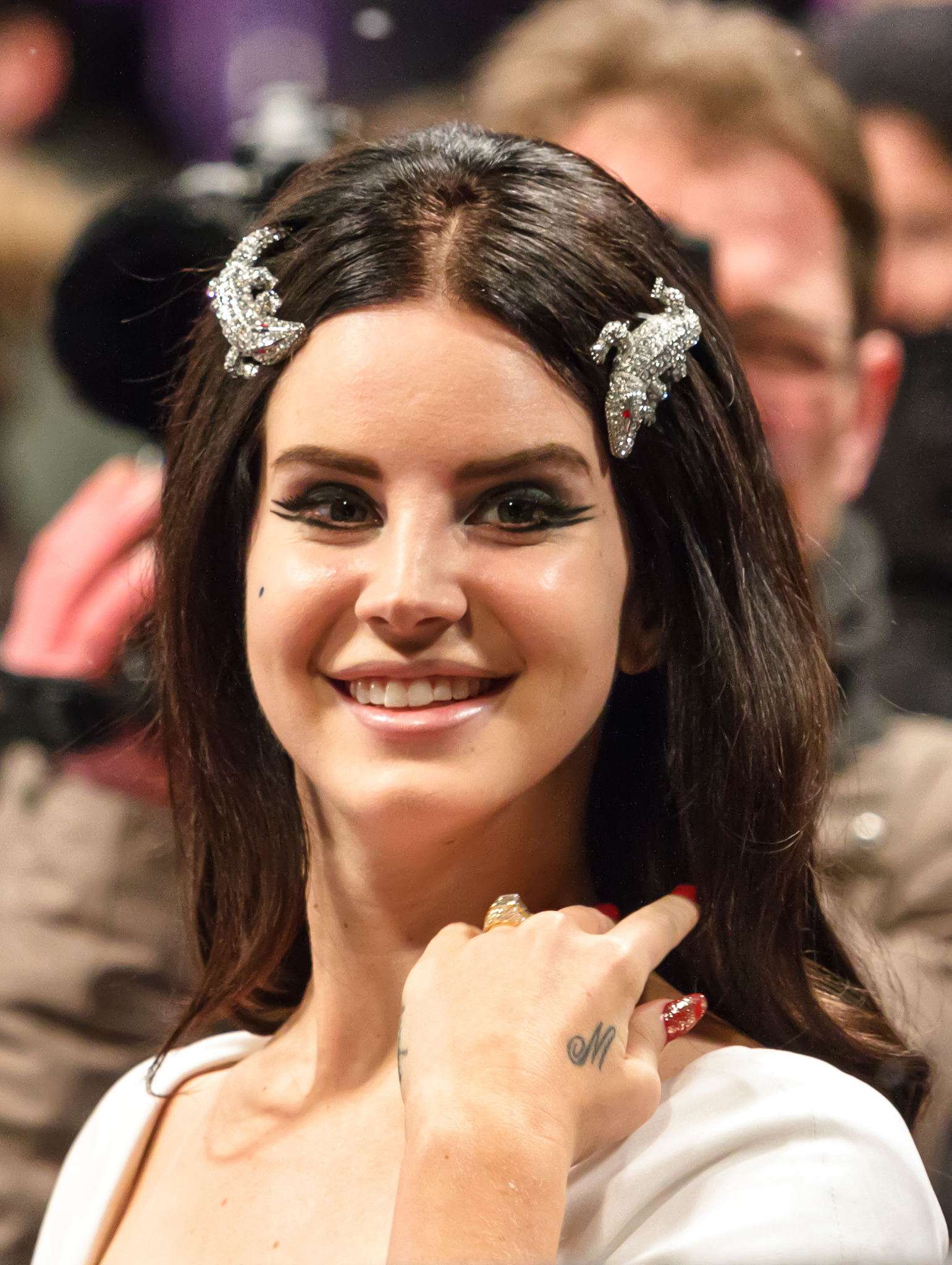
لانا دل راي في حفل جوائز Echo عام 2013.

فازتْ لانا دِلْ راي بجائزة Q Award لفئة "أفضل فنانة صاعدة" عن أغنيتها ‘‘فيديو غيمز" في أكتوبر 2011 كما فازتْ الأغنية بجائزة Ivor Novello لفئة أفضل أغنية معاصرة في 2012. فازتْ لانا دِلْ راي بجائزة "امرأة العام" والتي قدّمتها مجلة GQ عام 2012. ترشحتْ لانا دِلْ راي لعدة جوائز في حفل جوائز MTV للموسيقى الأوروبية وفازت بجائزة "أفضل موسيقى بديلة". فازتْ لانا دِلْ راي بجائزة "أفضل أداء منفرد لفنانة دولياً" في حفل جوائز الموسيقى البريطانية 2013. فازتْ لانا دِلْ راي بجائزة "أفضل فنانة صاعدة دولياً" و"أفضل مغنية بوب-روك دولياً" في حفل جوائز ECHO في 21 مارس 2013. تلّقتْ لانا دِلْ راي أول ترشيح لجائزة غرامي في عام 2013 حيث ترشحتْ لجائزة غرامي لأفضل ألبوم بوب عن أسطوانتها المطولة فردوس كما ترشحتْ لجائزة غرامي لأفضل أغنية عن أغنيتها "شابة وجميلة (فيلم)". في عام 2015 فازت لانا دِلْ راي بجائزة بيلبورد للريادة كما فازت بجائزة MTV عن فئة أفضل موسيقى بديلة. وفي يناير 2016 ترشحتْ لانا دِلْ راي لجائزة "الفنانة المفضلة" في حفل جوائز اختيار الناس (People's Choice) وفي فبراير مِن العام نفسه حازت المغنية على جائزة مجلة Elle لأفضل فنانة.

## البوماتها
- وُلدت لأموت (2012)
- عنف مفرط (2014)
- شهر عسل (2015)
- شهوة الحياة (2017)
- نورمان فاكين روكويل! (2019)
- خطوط جوية فوق النادي الصيفي (2021)
- حواجز زرقاء (2021)
- هل تعلم ان هناك نفقاً تحت جادة اوشن (2023)

## روابط خارجية
- لانا دل راي على موقع IMDb (الإنجليزية)
- لانا دل راي على موقع ميتاكريتيك (الإنجليزية)
- لانا دل راي على موقع روتن توميتوز (الإنجليزية)
- لانا دل راي على موقع ميوزك برينز (الإنجليزية)
- لانا دل راي على موقع رولينغ ستون (الإنجليزية)
- لانا دل راي على موقع إن إن دي بي (الإنجليزية)
- لانا دل راي على موقع أول ميوزيك (الإنجليزية)
- لانا دل راي على موقع ديسكوغز (الإنجليزية)
- لانا دل راي على موقع قاعدة بيانات الفيلم (الإنجليزية)
- لانا دل راي على موقع ليتربوكسد (الإنجليزية)

sad. Gr